# 光禄坊
光禄坊（平话字：Guŏng-luŏh-huŏng）是位于中国福建省福州市鼓楼区的一条街道，为三坊七巷之一，今为马路。
北宋熙宁元年（1068年）以光禄大夫身份任福州知州的程师孟，常在坊里的法禅寺里登上池畔的大岩石吟诗，此石被称为“光禄吟台”，而此坊也改名为光禄坊。1960年代，光禄坊被拓宽为马路，昔日古建筑大多不存。